# Chlorophytum intermedium
Chlorophytum intermedium är en sparrisväxtart som beskrevs av William Grant Craib. Chlorophytum intermedium ingår i släktet ampelliljor, och familjen sparrisväxter. Inga underarter finns listade i Catalogue of Life.